# Datering
 Ikke at forveksle med det at datere et brev eller et dokument ved at skrive en dato på disse.
Datering er en metode til at fastsætte en genstands alder. 
Arkæologer benytter flere metoder til datering: stil, form, materiale, forarbejdning, inskriptioner og sammenligning med tidsbestemte fund i samme eller nærliggende lag. En pollenanalyse giver også en ide om fundets alder. En kulstof 14-datering er en måling af forekomsten af en kulstofisotop i organisk materiale; den giver en datering med en vis sikkerhed. Træ kan dateres ved dendrokronologi, der er en sammenligning af årringe.